# Black Adam
Black Adam (prt: Black Adam; bra: Adão Negro) é um filme de super-herói norte-americano baseado no personagem da DC Comics, o Adão Negro. Produzido pela Seven Bucks Productions e Flynn Picture Co., e distribuído pela Warner Bros. Pictures, o filme é um spin-off de Shazam! (2019) e Shazam!: Fúria dos Deuses (2022), e décimo primeiro filme do Universo Estendido DC. Dirigido por Jaume Collet-Serra e escrito por Adam Sztykiel, Rory Haines e Sohrab Noshirvani, o filme é estrelado por Dwayne Johnson como Teth-Adam / Adão Negro ao lado de Aldis Hodge, Noah Centineo, Sarah Shahi, Marwan Kenzari, Quintessa Swindell, Bodhi Sabongui, Carmen D Hummel e Pierce Brosnan. Johnson estava ligado ao Shazam! (2019) no início do desenvolvimento, e confirmou que ele interpretaria o vilão Adão Negro em Setembro de 2014. Os produtores decidiram dar ao personagem seu próprio filme em Janeiro de 2017 e Sztykiel foi contratado em Outubro. Collet-Serra ingressou em Junho de 2019, com a data de lançamento prevista para dezembro de 2021, mas esse cronograma foi adiado pela pandemia do COVID-19. O elenco adicional ocorreu no ano seguinte, inclusive para membros da Sociedade da Justiça da América (JSA), e o roteiro foi reescrito por Haines e Noshirvani. As filmagens ocorreram de Abril a Agosto de 2021 no Trilith Studios em Atlanta, Geórgia, e também em Los Angeles.
Black Adam estreou nos Estados Unidos em 21 de outubro de 2022. O filme foi um fracasso de público e crítica.

## Elenco
- Dwayne Johnson como Thet-Adam / Adão Negro: Um anti-herói de Kahndaq que foi preso por cinco mil anos. Ele se torna o arquirrival do super-herói Shazam e compartilha seus poderes do antigo Mago Shazam. Johnson anteriormente dublou o personagem no filme de animação DC League of Super-Pets (2022) em uma cena pós-créditos.[8][9]
- Aldis Hodge como Carter Hall / Gavião Negro: Um arqueólogo que é a reencarnação do príncipe egípcio que escravizou Adão Negro, e tem o poder de voar de suas enésimas asas de metal. Ele é o líder da Sociedade da Justiça da América (JSA).[10][11]
- Noah Centineo como Albert "Al" Rothstein / Esmaga Átomo: Um membro da JSA que pode controlar sua estrutura molecular e manipular seu tamanho e força.[12][9]
- Sarah Shahi como Adrianna Tomaz: Uma professora universitária e combatente da resistência em Kahndaq.[13]
- Marwan Kenzari como Ishmael Gregor / Sabbac: O líder militante da organização criminosa Intergang, possuído por um demônio, a quem Adão Negro deve trabalhar com a Sociedade da Justiça para derrubá-lo.[14][15][16]
- Quintessa Swindell como Maxine Hunkel / Cyclone: Uma membro da JSA e neta do Tornado Vermelho que pode controlar o vento e gerar som.[17]
- Pierce Brosnan como Kent Nelson / Senhor Destino: Um membro da JSA e filho de um arqueólogo que aprendeu feitiçaria e recebeu o mágico Elmo do Destino.[18] Brosnan usava um traje de captura de movimento para o papel.[19]
- Viola Davis como Amanda Waller: A diretora da A.R.G.U.S.[20]
- Henry Cavill Como Clark Kent / Kal-El / Superman: Um Kryptoniano sobrevivente e jornalista no Planeta Diário e membro da Liga da Justiça
- Bodhi Sabongui como Amon[21] Além disso, James Cusati-Moyer,[22] Mo Amer,[23] e Uli Latukefu foram escalados em papéis não revelados.[24] A organização criminosa Intergang aparecerá no filme.[25]

## Produção

### Desenvolvimento
Inicialmente o personagem Adão Negro faria parte de Shazam, outro longa do Universo Estendido DC, porém, durante seu desenvolvimento, o diretor de Shazam, David F. Sandberg e o produtor Peter Safran decidiram por cortar Black Adam, pois ambos, diretor e produtor, concordaram com a ideia de dois filmes separados para que herói e vilão contassem suas próprias histórias. O rascunho do roteiro que Sztykiel entregou do filme contou com o nome do personagem Gavião Negro, que atualmente segue citado como vilão de Adão Negro, além de Esmaga-Átomo e Sideral Em agosto de 2018, em entrevista ao site Collider, Hiram Garcia, produtor do longa, disse que o projeto já estava na fase de criação do roteiro e que se sentia  empolgado com o trabalho, no dia 22 de agosto durante o DCFandome, o ator Noah Centineo foi confirmado como Esmaga-Átomo, no dia 25 de setembro o ator Aldis Hodge foi confirmado como Carter Hall / Gavião Negro e no dia 14 de outubro de 2020, o Deadline confirmou a atriz Sarah Shahi no papel de Ísis, par romântico do protagonista.

### Filmagens
As filmagens se iniciaram no inicio de abril em Atlanta com Dwayne Johnson confirmando isso nas suas redes sociais, no dia 15 de julho Dwayne Johnson confirmou em seu Instagram que as filmagens haviam se encerrado e a data de estreia nos EUA foi confirmada para 29 de julho de 2022. Já no Brasil, a previsão de estreia foi para o dia 28 de julho de 2022.

## Recepção

### Bilheteria
Black Adam arrecadou 168,2 milhões de dólares nos Estados Unidos e no Canadá, além de 224,8 milhões de dólares em outros territórios, totalizando uma bilheteria global de 393 milhões de dólares. O filme acabou sendo um fracasso de bilheteria, gerando prejuízos para o estúdio de aproximadamente 100 milhões de dólares.

### Crítica
Os sites Rotten Tomatoes e Deseret News afirmaram que a recepção do filme foi "mista", enquanto a Variety, Yahoo! News e o Common Sense Media afirmou que as críticas tinham sido majoritariamente negativas. No Rotten Tomatoes, o filme teve um índice de aprovação de 38% (baseado em 296 resenhas), com uma nota média de 5,1 (de 10). O consenso do site afirmou: "Black Adam pode acabar apontando o caminho para um futuro empolgante para os filmes da DC, mas como uma experiência independente, é uma decepção descontroladamente desigual". No Metacritic, o filme tem uma pontuação média ponderada de 41 em 100, com base em 52 resenhas, indicando "críticas mistas ou médias". Segundo o site CinemaScore, no primeiro fim de semana, o público deu ao filme uma nota ao filme de "B+" (numa escala de A+ a F).